# Nikas Dániel
Nikas Dániel (1995. október 6. –) magyar szinkronszínész, szinkronrendező, szinkrondramaturg.

## Életpályája
Kilenc évesen kezdett el színjátszással foglalkozni, amikor bekerült a Koltai Judit vezette Holdvilág Kamaraszínház gyermekszínkörébe. Itt többek között szerepelt a Petyi János által rendezett Karácsony gyertyácskái című színházi előadásban (2005).
Tizenöt évesen szinkronizált először, majd négy évvel később már rendezett is. Első munkája szinkronrendezőként egy mexikói szappanopera volt a Pannonia Sound System stúdióban.

## Szinkronszerepei
| Film vagy sorozat cím : alcím | Eredeti cím : alcím | Karakter            | Színész          | Megjegyzés                          |
| ----------------------------- | ------------------- | ------------------- | ---------------- | ----------------------------------- |
| A kolónia                     | The Colony          | Graydon             | Atticus Mitchell | kanadai akcióthriller               |
| A nyár királyai               | The Kings of Summer | Aaron               | Austin Abrams    | amerikai vígjáték                   |
| Parafalva                     | Spooksville         | Adam Freeman        | Keean Johnson    | amerikai-kanadai kalandfilm-sorozat |
| Rómeó és Júlia                | Romeo & Juliet      | Benvolio            | Kodi Smit-McPhee | angol-olasz- svájci dráma           |
| Sárkányok háza                | House of the Dragon | Ser Laenor Velaryon | Theo Nate        | amerikai fantasy-drámasorozat       |
| Zombi tábor                   | Bunks               | Sanjay              | Varun Saranga    | kanadai családi film                |

## Szinkronrendezései
| Film vagy sorozat cím : alcím            | Eredeti cím : alcím           | Szinkronstúdió            | Megrendelő | A szinkron éve |
| ---------------------------------------- | ----------------------------- | ------------------------- | ---------- | -------------- |
| A bébiszitter – A kárhozottak királynője | The Babysitter – Killer Queen | Mafilm Audio Kft.         | Netflix    | 2020           |
| Cennet                                   | Cennet'in gözyaşları          | Direct Dub Studios        | TV2        | 2017           |
| Déjà vu                                  | Déjà vu                       | Masterfilm (Digital) Kft. | AMC        | 2017           |
| Szexoktatás                              | Sex Education                 | Mafilm Audio Kft.         | Netflix    | 2019           |